# Tommy Wingels
Tommy Wingels, född 12 april 1988, är en amerikansk professionell ishockeyspelare som spelar för Genève-Servette HC i NLA. 
Han har tidigare spelat på NHL-nivå för Boston Bruins, Chicago Blackhakws, Ottawa Senators och San Jose Sharks och på lägre nivåer för Worcester Sharks i AHL, Miami University i NCAA och Cedar Rapids Roughriders i USHL.

## Karriär

### NHL

#### San Jose Sharks
Han draftades i sjätte rundan i 2008 års draft av San Jose Sharks som 177:e spelare totalt. Han spelade 337 matcher för Sharks mellan 2010 och 2017 och gjorde 122 poäng fördelat på 51 mål och 71 assist.

#### Ottawa Senators
Den 24 januari 2017 blev Wingels trejdad till Ottawa Senators i utbyte mot Buddy Robinson, Zack Stortini och ett draftval i sjunde rundan av NHL Entry Draft 2017.
Han hade tolv poäng (sju mål och fem assist) under säsongen fördelat mellan Sharks och Senators. Han spelade 9 slutspelsmatcher för Senators utan poäng.

#### Chicago Blackhawks
1 juli 2017 skrev han som unrestricted free agent på ett ettårskontrakt med Chicago Blackhakws. Wingels kommer från Evanston som är en förort till Chicago och spelade under den här perioden således för sitt hemmalag.

#### Boston Bruins
På dagen för trade deadline 2018, den 26 februari, blev han tradad av Blackhawks till Boston Bruins i utbyte mot ett villkorligt draftval i femte rundan 2019.

### NLA

#### Genève-Servette HC
Den 15 augusti 2018 skrev han på ett kontrakt med Genève-Servette HC i NLA.